# 奥利·扬格
奥利弗·詹姆斯·扬格（英語：Oliver James Younger，1999年11月14日—）是一名英格蘭足球運動員，司職中後衛，現時效力英甲球會唐卡斯特流浪。

## 球會生涯

### 伯恩利
扬格自2007年便在伯恩利學習踢球，他自小便是該隊球迷並一共持有15年季票。
2018年2月10日，他與青年隊隊友杜韋·麥尼爾一起入選英超聯賽作客對斯旺西城的大軍名單。同年4月，他與球隊簽下他首份職業合約，為期兩年。

#### 外借至圣帕特里克竞技
2020年2月13日愛爾蘭超級足球聯賽揭幕日前一天，他被外借至圣帕特里克竞技至7月31日。他首次職業上場是對斯萊戈流浪者一賽，球隊以2-0取勝，但扬格在5分鐘內連取兩黃牌而被罰下場。接著主場對科克城的比賽，他在比賽期間他曾短暫失去意識，在場上接受10分鐘治後被送院治理。後來因為2019冠状病毒而使聯賽停擺，他在愛爾蘭的旅程亦告終。

### 桑德兰
2020年9月，扬格加盟桑德兰，並在11月10日首次替球隊上場參加英格蘭足球聯賽錦標賽對弗利特伍德镇的比賽，球隊最後以2-1戰敗。2021年3月6日主場對罗奇代尔的比賽是他首次代表桑德兰在聯賽上場，他在這比賽出任右邊衛，賽果為以2-0取勝。2021年3月14日英格蘭足球聯賽錦標賽決賽對特兰米尔流浪，球隊以1-0擊敗對手奪冠，扬格取得個人生涯首項冠軍榮譽，雖然他在這比賽只是一名未用替補球員。

### 唐卡斯特流浪
2022年1月19日，扬格轉投英甲榜末球隊唐卡斯特流浪，雙方簽約為期一年半。

## 榮譽
新特蘭
- 英格蘭足球聯賽錦標賽：2020–21[12]